# Neoaetosauroides engaeus
Il neoaetosauroide (Neoaetosauroides engaeus) è un rettile estinto, appartenente agli aetosauri. Visse nel Triassico superiore (Norico, circa 210 milioni di anni fa) e i suoi resti fossili sono stati ritrovati in Sudamerica.

## Descrizione

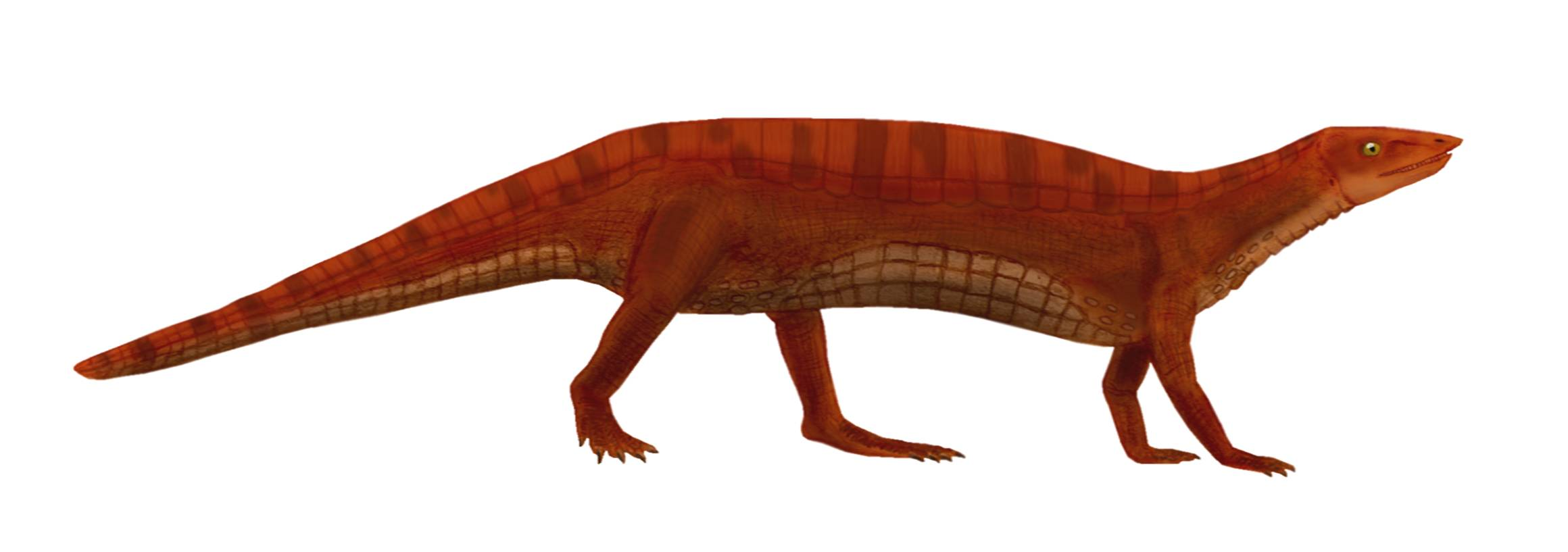
Ricostruzione di Neoaetosauroides

Questo animale è noto per numerosi fossili, alcuni dei quali consistenti in scheletri completamente articolati. Neoaetosauroides doveva essere un aetosauro di medie dimensioni, la cui lunghezza poteva reggiungere i 2 metri. Il corpo era dotato di due file di placche ossee (osteodermi) che decorrevano paramedialmente lungo ciascun lato della colonna vertebrale. Erano presenti anche osteodermi ventrali. Al contrario della maggior parte degli aetosauri, Neoaetosauroides possedeva un quarto dito più lungo del secondo e del terzo. Inoltre, il numero di falangi del quinto dito era minore di quello presente in ogni altro aetosauro (Desojo e Baez, 2005). Il cranio possedeva una forma relativamente slanciata rispetto a quella di molti aetosauri, ma era presente il tipico grugno all'insù. La fila di denti superiori si trovava nella parte anteriore, fino alla punta del muso allungato, ed è una prova che non vi era la presenza di un becco cheratinoso, come invece ipotizzato per altri aetosauri (Desojo e Baez, 2007).

## Classificazione
Neoaetosauroides engaeus venne descritto per la prima volta nel 1969 da José Bonaparte, sulla base di resti fossili rinvenuti nella formazione Los Colorados lungo il fiume Sierra Morada nella zona di La Rioja, in Argentina. 
Neoaetosauroides è considerato un tipico membro degli aetosauri, un gruppo di arcosauri triassici dalle abitudini erbivore e dotati di pesanti corazze. Neoaetosauroides sembrerebbe essere stato più evoluto di forme primitive come Aetosauroides e Aetosaurus, ma basale rispetto a generi come Stagonolepis, Paratypothorax, Typothorax e Desmatosuchus (Desojo et al., 2012).